# Bothrops colombiensis
Bothrops colombiensis är en ormart som beskrevs av Hallowell 1845. Bothrops colombiensis ingår i släktet Bothrops och familjen huggormar. Inga underarter finns listade.
Enligt Reptile Database är Bothrops colombiensis ett synonym till Bothrops atrox.